# Kirche Unserer Lieben Frau von der Immerwährenden Hilfe (Opole)

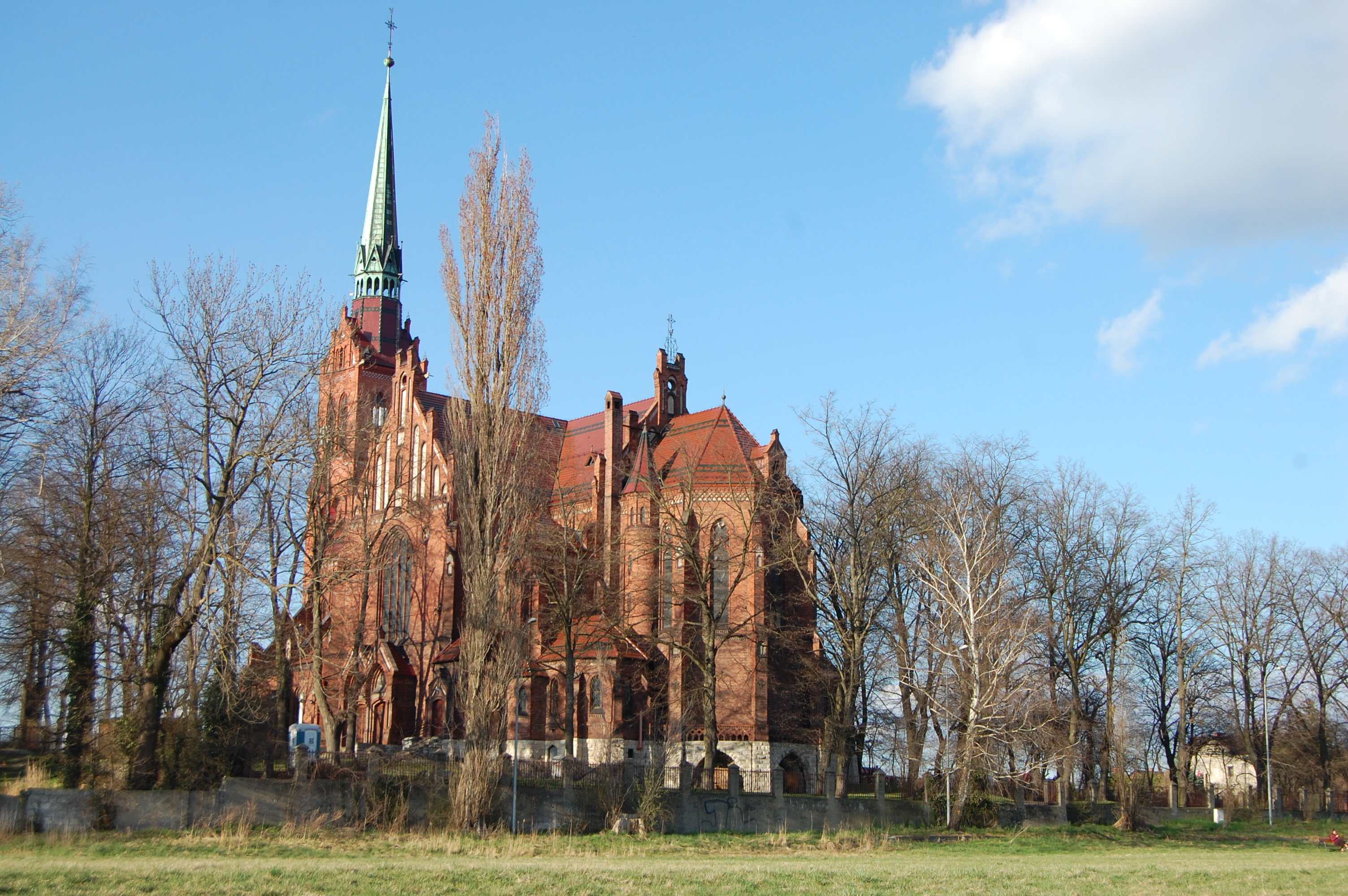
Gesamtansicht

Die Kirche Unserer Lieben Frau von der Immerwährenden Hilfe (polnisch Kościół Matki Boskiej Nieustającej Pomocy) ist eine römisch-katholische Kirche in Nowa Wieś Królewska (Königlich Neudorf), einem Stadtteil der oberschlesischen Stadt Opole (Oppeln). Die Kirche ist die Hauptkirche der Pfarrei Unsere Liebe Frau von der Immerwährenden Hilfe (Parafia Parafia Matki Boskiej Nieustającej Pomocy) in Opole. Das Gotteshaus liegt im Ortskern von Königlich Neudorf am Plac Kościelny.

## Geschichte

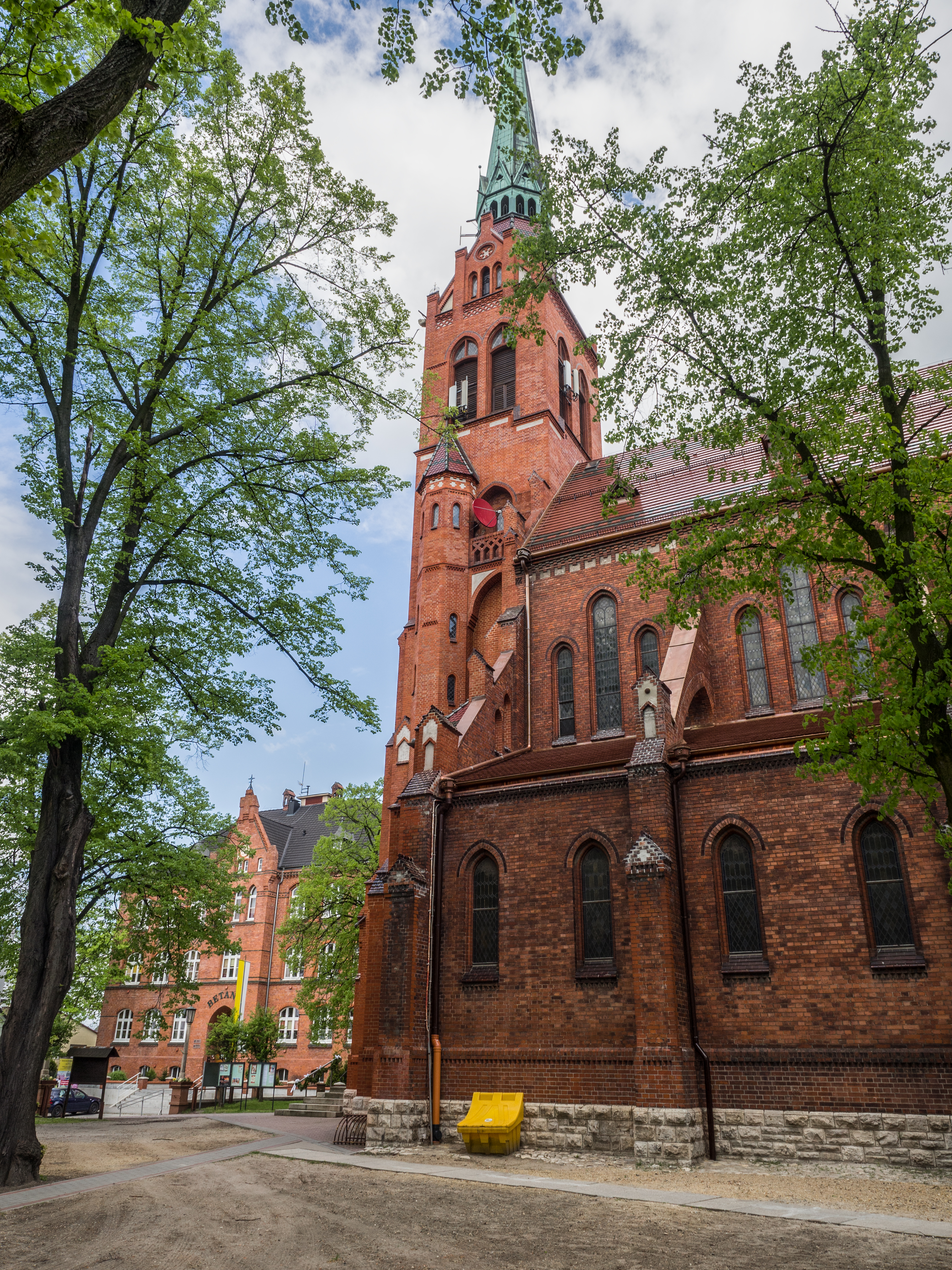
Westfassade mit Glockenturm und Pfarrhaus

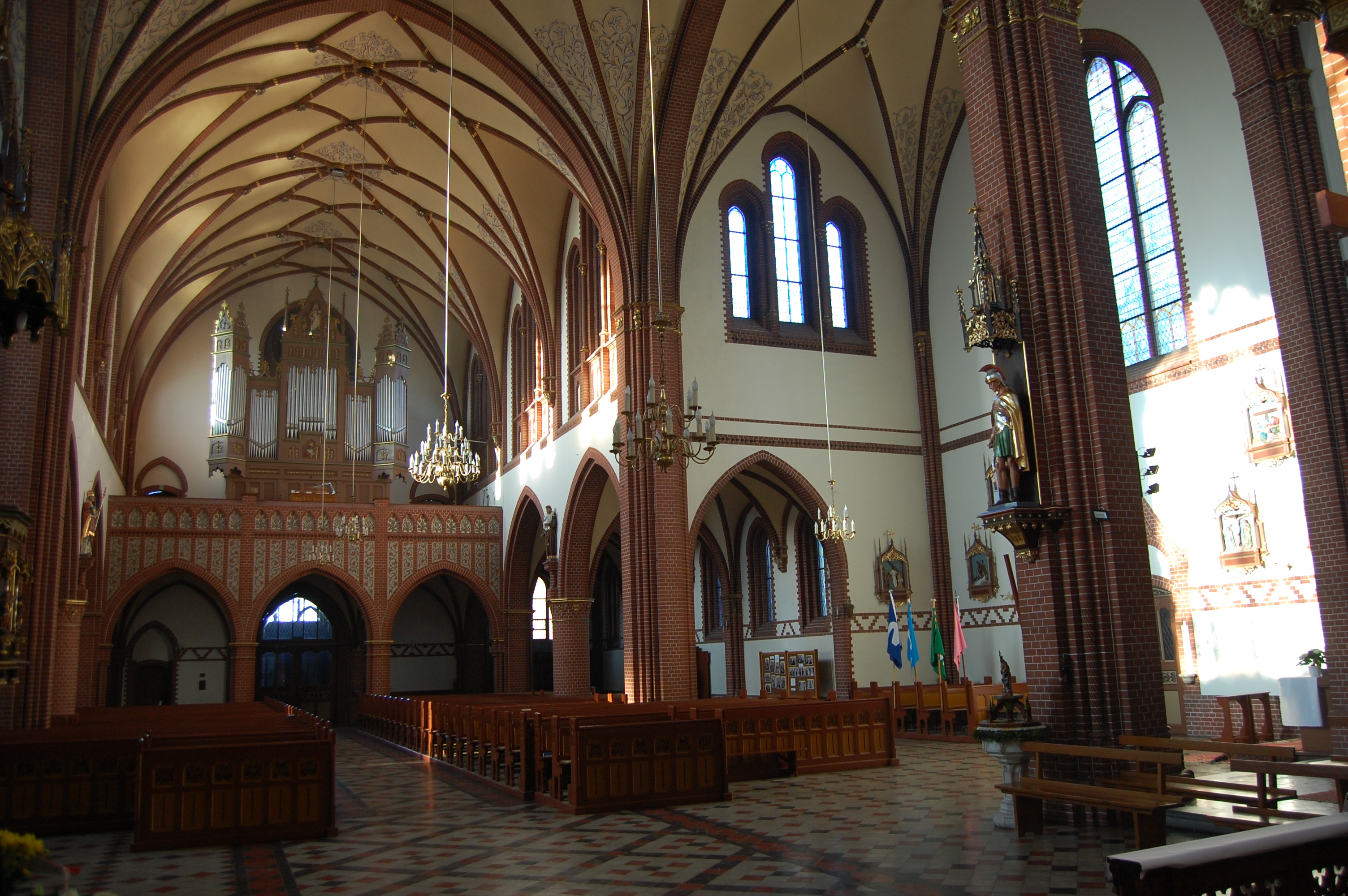
Innenansicht

Ende des 19. Jahrhunderts wurde von den Bewohnern des Dorfs der Bau einer Kirche gefordert. Ein erster Entwurf für ein Gotteshaus wurde 1899 vom Architekten Ludwig Schneider eingereicht. Die eigenständige Pfarrei wurde am 20. Juni 1901 gegründet. Am 9. Oktober 1901 genehmigte das Erzbistum Breslau den Bau der Kirche nach dem Entwurf von Ludwig Schneider. Die Grundsteinlegung wurde im Oktober 1902 vollzogen. Der Kirchenbau wurde 1904 fertiggestellt. Erster Pfarrer war Oswald Sonnek. Die feierliche Konsekration des Kirchenbaus nahm am 21. Mai 1905 Kardinal Georg von Kopp vor. 
Das Kirchengebäude steht seit 2011 unter Denkmalschutz.

## Architektur und Ausstattung
Der dreischiffige Kirchenbau mit einem Querschiff entstand aus Backstein-Mauerwerk im neogotischen Stil. Der Kirchturm ist 67 m hoch. Neben der Kirche steht das Pfarrhaus, das ebenfalls im neogotischen Stil errichtet wurde.

## Pfarrer der Gemeinde
- Oswald Sonnek (1902–1913)
- Josef Niestrój (1913–1922)
- Antoni Ogan (1922–1931)
- Ernest Blasky (1931–1943)
- Jan Madeja (1944–1952)
- Kazimierz Bochenek (1952)
- Władysław Bogucki (1952–1957)
- Jerzy Doleżal (1957–1958)
- Henryk Grzondziel (1958–1964)
- Paweł Kałuża (1964–1983)
- Józef Rugor (1983–2005)
- Rafał Pawliczek (seit 2005)